# أحمد الخميسي
أحمد أبو الفتح عبد الرحمن الخميسي أديب مصري ولد في 28 يناير 1948 في في حي المنيرة، القاهرة، ونشأ في أسرة متوسطة محبة للثقافة في حي السيدة زينب، وكانت والدته تعمل معلمة، ووالده الشاعر الفنان عبد الرحمن الخميسي. بدأت قصصه القصيرة في الظهور مبكرا، فنشر أول قصة له في مجلة صباح الخير بعنوان «رجل صغير»، ولم يكن يتجاوز الرابعة عشرة، ثم في مجلة «القصة» التي كان يشرف عليها ثروت أباظة في أبريل 1965، ثم مجلة «الكاتب» 67 وفيها قدم يوسف إدريس إلي القراء قصته «استرجاع الأحلام». عمل صحفيا في مجلة الإذاعة والتلفزيون المصرية بدءا من مارس 1964 حتى يونيه 1967 وهو تلميذ في مدرسة المبتديان الثانوية. صدرت له أول مجموعة قصصية عام 1967 عن دار الكاتب العربي بعنوان «الأحلام، الطيور الكرنفال» بالاشتراك مع زميلين هما أحمد هاشم الشريف ومحمود مؤنس. انتقل بعد ذلك للعمل مترجما من الإنجليزية إلي العربية في مجلة لوتس التي كان يصدرها المكتب الدائم للكتاب الأفريقيين والآسيويين - من 13 سبتمبر 1967 حتى 28 ديسمبر 1970 مع الأديب يوسف السباعي والروائي إدوار خراط.
كان في تلك الفترة طالبا بجامعة عين شمس كلية الفلسفة. كتب حوار فيلم «عائلات محترمة» (أحمد مظهر وزيزى البدراوي) عام 1968، ثم حوار لفيلم «زهرة البنفسج»، (عادل إمام وزبيدة ثروت) عام 1972، والفيلمان من إخراج والده. كتب العديد من الأغاني.
اعتقل في مطلع عام 1968 في المظاهرات الطلابية التي قامت تأييدا لمظاهرات عمال حلوان، احتجاجأعلى الأحكام القضائية المتهاونة التي صدرت ضد من اعتبرهم النظام «مسئولين عن النكسة عام 1967»، وظل في المعتقل حتى منتصف عام 1971. بعد خروجه سافر لمواصلة دراسته في الاتحاد السوفيتي، بكلية الأدب واللغة. هناك حصل على دبلوم في اللغة والأدب الروسي من جامعة موسكو عام 1979، ثم دكتوراه في فلسفة الأدب جامعة موسكو عام 1992. خلال فترة دراسته وإقامته في موسكو عمل مراسلا لإذاعة (أبوظبي) ما بين 1989 – حتى يناير 1998، ومراسلا لمجلة «اليسار» المصرية، وجريدة «الأهالي» القاهرية، ثم مراسلا لجريدة الاتحاد الإماراتية ما بين 1991 حتى يناير 1998. عين صحفيا بجريدة الأهالي المصرية في نوفمبر 1995. عضو نقابة الصحفيين واتحاد كتاب مصر. يساهم بانتظام بمقالات ودراسات في الصحافة والمجلات المصرية والعربية.

## جوائز
- كرمه اتحاد الأدباء العرب لدوره في ترجمة الأدب الروسي إلى اللغة العربية.
- كرمه اتحاد الكتاب الروس، ومجلة ديوان العرب.
- حاز جائزة «نبيل طعمة» السورية عن مسرحيته «الجبل» عام 2011
- جائزة ساويرس عن مجموعته القصصية «كناري» كأفضل مجموعة بين كبار الأدباء لعام 2011، وعن مجموعته «أنا وأنت» 2017.

## الأعمال

### أعماله القصصية
1. «الأحلام، الطيور، الكرنفال» مجموعة قصصية ـ الهيئة المصرية ـ 1967 مجموعة بالاشتراك مع أحمد هاشم الشريف ومحمود مؤنس
2. «قطعة ليل» مجموعة قصصية ـ دار ميريت بالقاهرة ـ يوليو 2004ـ وصدرت منه طبعة ثانية عن كتب خان.
3. «كناري» مجموعة قصصية مؤلفة ـ كتاب اليوم أخبار اليوم ـ ديسمبر 2010 ـ حازت على جائزة ساويرس فرع كبار الكتاب كأفضل مجموعة قصصية لعام 2011
4. «رأس الديك الأحمر» ـ مجموعة قصصية مؤلفة ـ كتب خان ـ القاهرة ـ ديسمبر ـ 2012
5. «الأجيال الثلاثة» مجموعة قصصية آنا أحمد الخميسى ـ أحمد الخميسي ـ عبد الرحمن الخميسي ـ دار كيان ـ القاهرة ـ يناير 2015.
6. مجموعة قصصية «أنا وأنت» دار كيان القاهرة 2015 فازت بجائزة ساويرس كأفضل مجموعة قصصية بين كبار الأدباء في2017
7. مجموعة قصصية «ليل بلا قمر»  هيئة الكتاب المصرية ديسمبر 2017.

### الترجمة
1. «معجم المصطلحات الأدبية» ترجمة عن الروسية عام 1984
2. «المسألة اليهودية» للأديب العالمي دوستويفسكي ـ مجلة أدب ونقد ـ العدد رقم 69 ـ مايو 1991، وأعادت مجلة «زرقاء اليمامة» عام 1996 نشر نفس الترجمة، ثم تضمنها كتابه «أوراق روسية».
3. «كان بكاؤك في الحلم مريرا» قصص مترجمة عن الروسية ـ دار المستقبل ـ 1985 .
4. «قصص وقصائد للأطفال» ترجمة ـ اتحاد الكتاب العرب دمشق عام 1998 .
5. «نجيب محفوظ في مرايا الاستشراق» ترجمة وإعداد ـ دار الثقافة ـ 1989 ـ وصدرت منه طبعة ثانية عن المجلس الأعلى للثقافة.
6. «أسرار المباحثات العراقية السوفيتية في أزمة الخليج» ـ تقديم وترجمةـ 1991 ـ مكتبة مدبولي.
7. «نساء الكرملين» ـ مكتبة مدبولي ـ  1997 .
8. «رائحة الخبز» ـ قصص مترجمة ـ هيئة قصور الثقافة ـ  1999.
9. «لقاء عابر» قصص روسية مترجمة ـ كتاب اليوم الأخبارـ فبراير2014

## الأعمال المسرحية
1ـ «الجبل» مسرحية ـ هيئة قصور الثقافة ـ 2011ـ فازت بجائزة نبيل طعمة السورية عام 2011.

### سينمائية
- حوار فيلم «عائلات محترمة» عام 1968
- حوار فيلم «زهرة البنفسج» 1972.

### دراسات
1. «موسكو تعرف الدموع» دراسات ـ كتاب الأهالي ـ القاهرة 1991 .
2. «الصعود إلى الجبال الشيشانية» ـ كتاب الاتحاد ـ دولة الإمارات 1995
3. «الباب المغلق بين الأقباط والمسلمين» ـ دار الهلالي القاهرة ـ 2008
4. «عيون التحرير في الأدب والسياسة» ـ 2011 ـ دار كيان ـ القاهرة
5. «أوراق روسية» ـ مقالات ـ كتاب اليوم الأخبار ـ مايو 2013

## نماذج من أعماله
- حيرة-قصة قصيرة

[وصلة مكسورة]